# Rudolf Kalvach
Rudolf Kalvach (22. prosince 1883 Vídeň – 14. března 1932 Kosmonosy) byl rakouský malíř – představitel vídeňského umění na rozhraní secese a impresionismu.

## Život

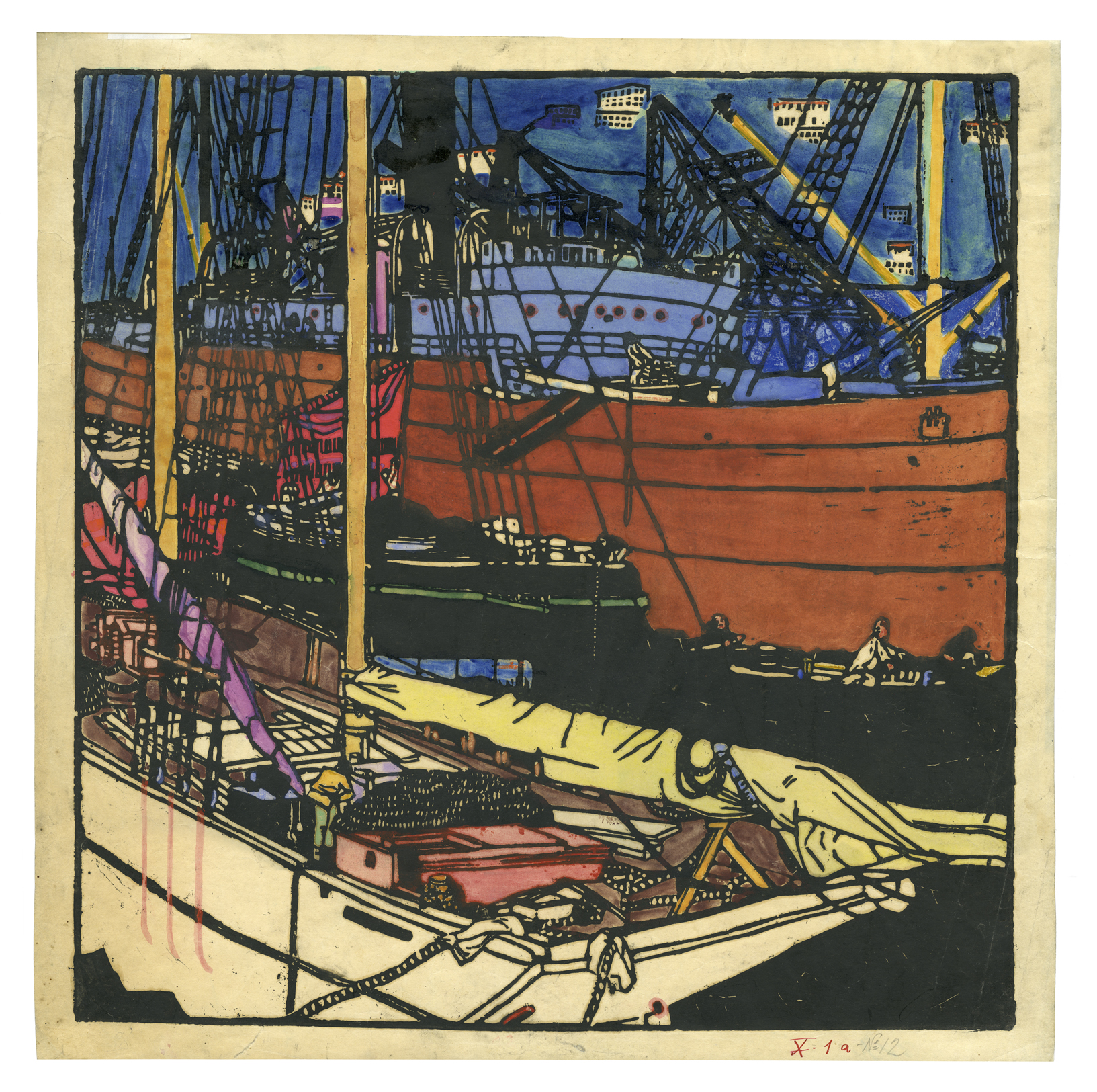
Rudolf Kalvach – Přístav v Terstu (barevný dřevořez, 1907)

Rudolf Kalvach byl synem Petra Kalvacha, narozeného roku 1858 v Rychnově nad Kněžnou. Rok po narození se Petr Kalvach s matkou odstěhovali do Vídně, kde se Kalvach stal strojvůdcem a oženil se s Rakušankou Adelheid Sofií Kiglovou. Manželé měli sedm dětí, přičemž syn Rudolf se jim narodil roku 1883. V roce 1901 byl Petr Kalvach přeložen do Terstu, kam se celá rodina odstěhovala. Rudolf Kalvach vystudoval vídeňskou Kunstgewerbeschule (uměleckou školu), kde byl spolužákem Oskara Kokoschky. Žil především ve Vídni, v Terstu se však oženil, stal otcem šesti dcer a namaloval významnou část svého díla v podobě souboru Hafen von Terst.
Jako malíř je Kalvach řazen do stylů secese a impresionismu. Byl přítelem Egona Schieleho a výrazně ovlivnil rovněž Oskara Kokoschku, který ho považoval za svého učitele. Období, ve kterém maloval svá nejzásadnější díla, ovšem bylo velmi krátké, protože roku 1912 u něj propuklo onemocnění schizofrenií. Kvůli schizofrenii byl Kalvach nejprve tři roky hospitalizován ve vídeňském psychiatrickém sanatoriu Am Steinhof. Následovalo několikaleté zlepšení, ovšem od roku 1921 musel být hospitalizován natrvalo.
Za nějaký čas si úřady všimly, že Kalvach má po otci československé domovské právo. Jakkoliv byl rakouským rodákem a s Československem neměl nic společného, byl Kalvach dne 30. června 1926 převezen do léčebny v Kosmonosích, kde roku 1932 v zapomnění zemřel. Stejným způsobem se tehdy Rakousko zbavilo několika desítek psychiatrických pacientů.
Ke znovuobjevení díla Rudolfa Kalvacha došlo díky výstavě Fantastické! Rudolf Kalvach, která byla hlavní událostí sezóny 2012 ve vídeňském Leopold Museum.